# Henri IV (roi d'Angleterre)
Pour les articles homonymes, voir Henri IV, Henri d'Angleterre, Henri de Lancastre (homonymie) et Bolingbroke.
Henri IV, né le 15 avril 1367 et mort le 20 mars 1413, est roi d'Angleterre de 1399 à sa mort. Il est également seigneur d'Irlande de 1399 à 1413, et revendique les prétentions de son grand-père Édouard III sur le trône de France, en pleine guerre de Cent Ans. Il voit le jour au château de Bolingbroke dans le Lincolnshire, ce qui lui vaut son autre nom, Henri de Bolingbroke.
Son père, Jean de Gand, troisième fils d'Édouard III, jouit d'une influence considérable pendant le règne de son cousin Richard II, qu'Henri finit par renverser. Henri inaugure le règne de la maison de Lancastre, une branche cadette des Plantagenêt qui se maintient sur le trône jusqu'en 1461. Il est le premier roi d'Angleterre ayant la langue anglaise comme langue maternelle depuis l'invasion de Guillaume le Conquérant.

## Jeunesse

### Origines
Henri, né le 15 avril 1367, est le fils de Jean de Gand et de Blanche de Lancastre. Par son père, il est le petit-fils du roi Édouard III d'Angleterre. Il naît au château de Bolingbroke, dans le comté de Lincolnshire. Pour cette raison, il est surnommé « Henri Bolingbroke ». Sa mère meurt dès 1368. Son père se remarie avec Constance de Castille en 1371 puis avec sa maîtresse Katherine Swynford en 1396. Richard II légitime en 1397 les enfants de Jean de Gand et de Katherine sous le nom de Beaufort.
Henri avait de bonnes relations avec sa belle-mère Katherine mais ses relations avec ses demi-frères varièrent au fil du temps. Dans sa jeunesse, il sembla avoir été proche d'eux, mais il entra en conflit avec ses demi-frères, le cardinal Beaufort et Thomas Beaufort à partir de 1407, date à laquelle il les déclara inéligibles au trône. Son beau-frère Ralph Neville (1er comte de Westmorland) resta un de ses plus fidèles compagnons, tout comme son demi-frère Jean Beaufort ou Thomas Swynford, fils de Katherine par un premier mariage. Thomas était connétable au château de Pontefract, lorsque le roi Richard II y mourut mystérieusement en février 1400.

### Membre des Lords Appellant et exil
Enfant, Henri devient un camarade de jeux de son cousin Richard de Bordeaux. Ce dernier accède au trône à la mort d'Édouard III en 1377, date à laquelle Henri est fait comte de Derby. Il devient comte de Northampton en 1384 puis duc d'Hereford en 1397 sur une ordonnance de Richard II, et entre à la chambre des Lords en 1385. D'abord fidèle à Richard au début de son règne, Henri se démarque en 1387 en devenant un des membres des opposants aux excès du roi : les Lords Appellant. Le 19 décembre 1387, il défait les troupes royales menées par Robert de Vere à la bataille de Radcot Bridge. Cette victoire permet aux Lords Appellant d'éliminer le cercle de favoris du roi à la suite de l'Impitoyable Parlement en 1388. Richard reprend le contrôle du pouvoir en mai 1389.
Henri quitte l'Angleterre de 1389 à 1393. En 1390, il combat avec 300 chevaliers de l'ordre Teutonique lors du siège de Vilnius. Il effectue ensuite un pèlerinage à Jérusalem. Il fait alors le vœu de délivrer cette ville « des infidèles », ce qu'il ne peut cependant jamais réaliser. Il rend visite aux rois de Bohême Venceslas et de Hongrie Sigismond en 1391. En 1392, il reste quelque temps à la cour du duc d'Autriche Albert III puis part à Venise et à Rhodes avant de rentrer en héros en Angleterre en 1393. Il acquiert alors une grande popularité pour son courage et sa piété auprès du peuple, du clergé et de la noblesse. En 1395, il fait partie du conseil de régence présidé par son oncle Edmond de Langley, duc d'York, pendant l'absence du roi en Irlande.
En 1397, les trois principaux Lords Appellant — Thomas de Woodstock, 1er duc de Gloucester, l’oncle de Richard II, Richard FitzAlan, 4e comte d'Arundel et Thomas de Beauchamp, 12e comte de Warwick — sont arrêtés et condamnés à mort ou emprisonnés mais Bolingbroke est épargné par son cousin Richard. En septembre 1398, Henri entre en conflit avec Thomas de Mowbray, ce dernier l'accusant de trahison. La dispute devait être réglée par un duel mais au dernier moment, Richard intervint et prononça des peines d'exil : 10 ans pour Bolingbroke, à vie pour Norfolk. Henri se réfugie en octobre 1398 à Paris puis en Bretagne. À la mort de Jean de Gand le 3 février 1399, Henri est dépossédé de ses biens, mais succède cependant à son père aux titres de comte de Lancastre, de Leicester et de duc de Lancastre.

### Déposition deRichardII

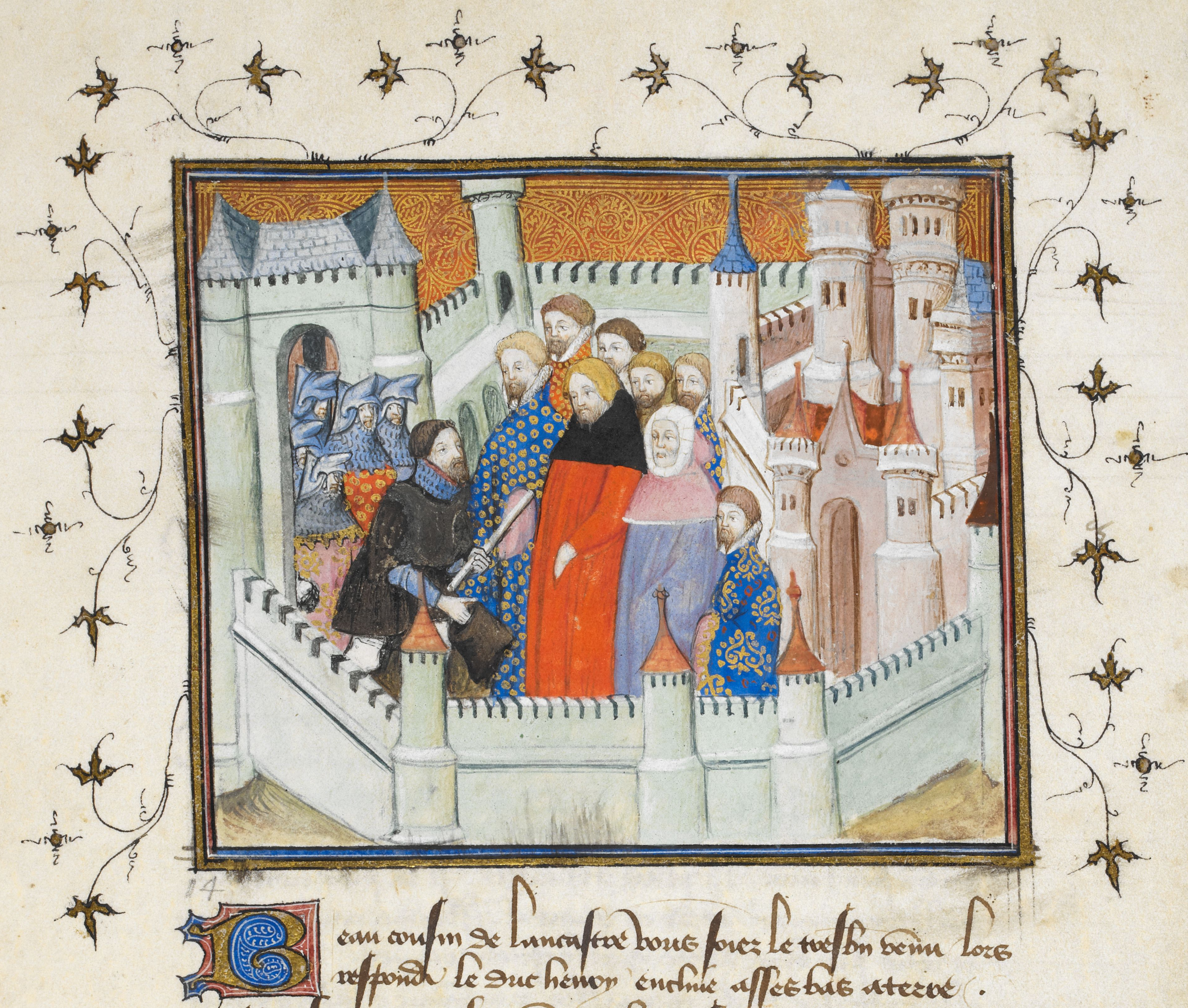
Bolingbroke rencontre Richard au château de Flint, Collection Harley.

Le 4 juillet 1399, il débarque secrètement à Ravenspurn dans le Yorkshire. Des hommes venus des quatre coins du pays se rallient bientôt à lui. La plupart des chevaliers et hommes de confiance du roi l’ont suivi en Irlande, et Henri ne rencontre pas réellement de résistance lors de sa campagne vers le sud. Edmond de Langley, chargé de protéger le royaume en l’absence du roi, n’a guère d’autres solutions que de prendre le parti d’Henri. Pendant ce temps, le retour d’Irlande de Richard est retardé et il débarque au pays de Galles seulement le 24 juillet. Il prend alors la direction de Conwy où il rencontre le comte de Northumberland le 12 août pour négocier. Une semaine plus tard, Richard II se rend à Henri au château de Flint contre la promesse d’avoir la vie sauve. Les deux hommes rentrent alors à Londres, le roi prisonnier faisant toute la route derrière Henri. À son arrivée le 1er septembre, il est enfermé dans la tour de Londres.

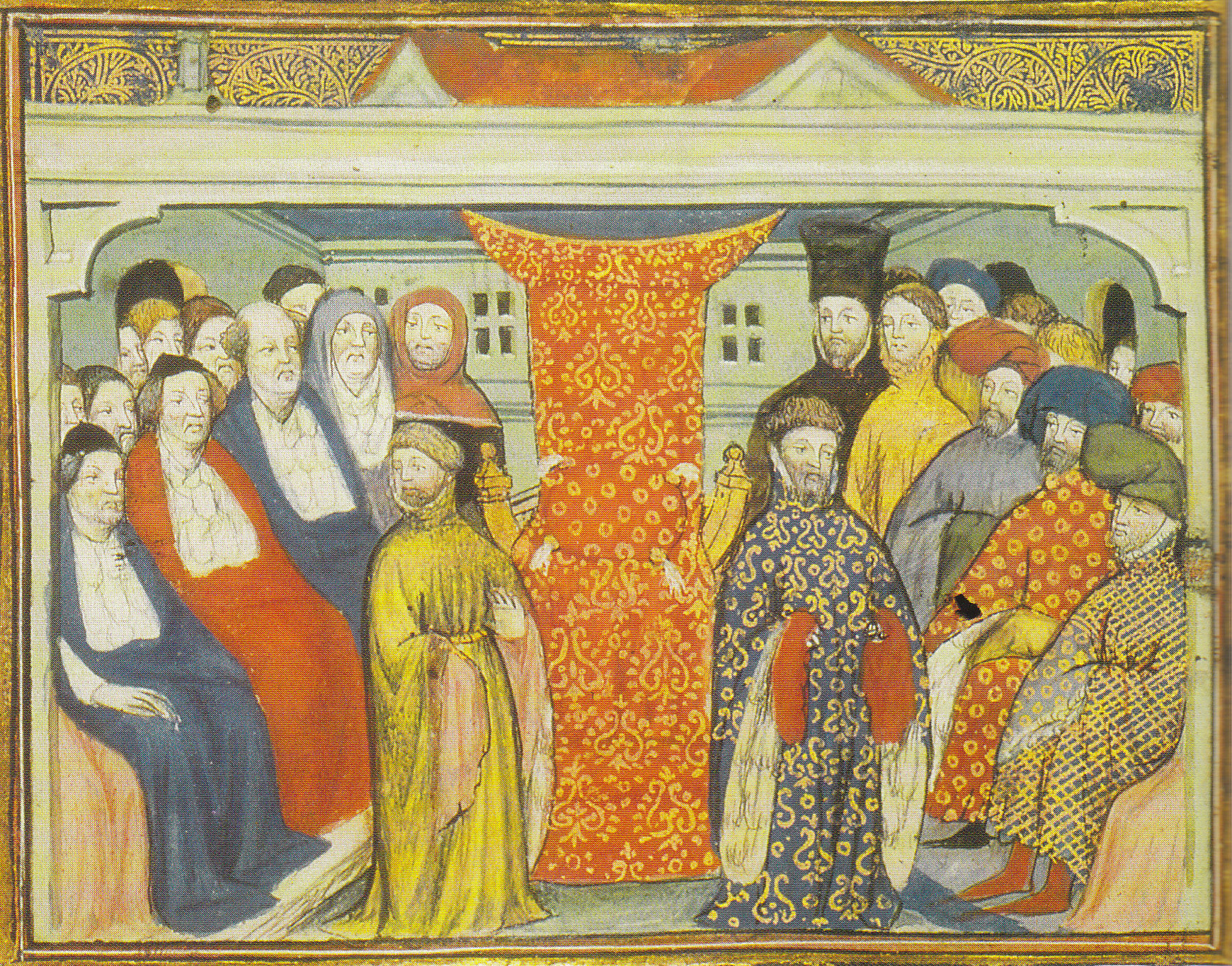
Bolingbroke revendiquant le trône en septembre 1399. D'après un manuscrit contemporain, British Library, Collection Harley.

Henri est maintenant fermement résolu à monter sur le trône, mais il lui faut justifier cette action. Il est souvent dit que Richard, du fait de sa tyrannie et de sa mauvaise gouvernance, s’est rendu lui-même indigne d’être roi. Toutefois, Henri n’est pas le mieux placé dans l’ordre de succession au trône ; l’héritier est en fait Edmund Mortimer, qui descend du second fils d’Édouard III, Lionel d'Anvers. Le père d’Henri, Jean de Gand, n’est que le troisième fils d’Édouard III. Il règle ce problème en soulignant le fait qu’il descend d’une ligne directe « mâle » tandis que Mortimer est héritier par sa grand-mère. Officiellement, Richard accepte volontairement de laisser sa couronne à Henri le 29 septembre. Le Parlement réuni le 30 septembre accepte l'abdication de Richard.

## Règne

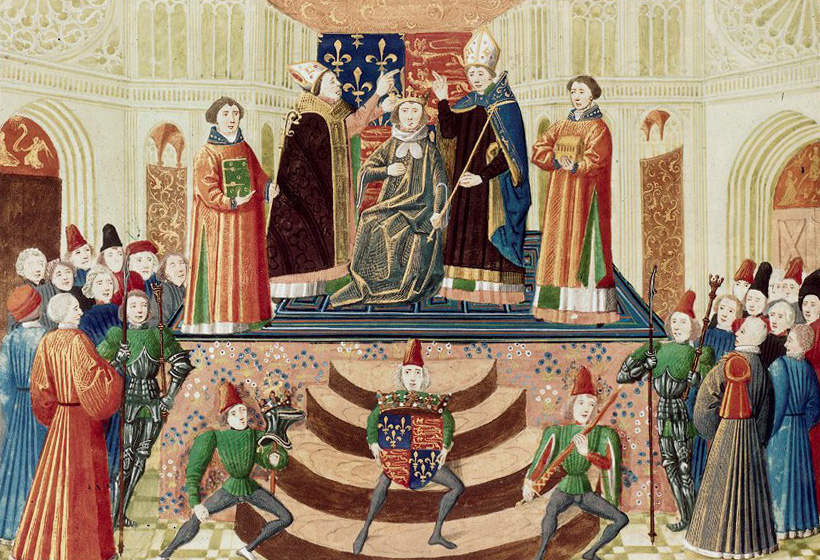
Le couronnement d'. D'après les Chroniques de Jean Froissart.

Henri IV est couronné en l'abbaye de Westminster à Londres le 13 octobre 1399 par Thomas Arundel, archevêque de Cantorbéry. Lors de son intronisation, il s'adresse pour la première fois aux nobles en anglais depuis 1066. Il passe la majeure partie de son règne à réprimer des rébellions de nobles ou des complots. Pendant l'hiver 1400-1401, il reçoit la visite de l'empereur byzantin Manuel II Paléologue ; Henri lui donne 3 000 marks pour se défendre contre les attaques de l'Empire ottoman, notamment lors du siège de Constantinople, finalement levé en 1402.

### Soulèvement de l'Épiphanie

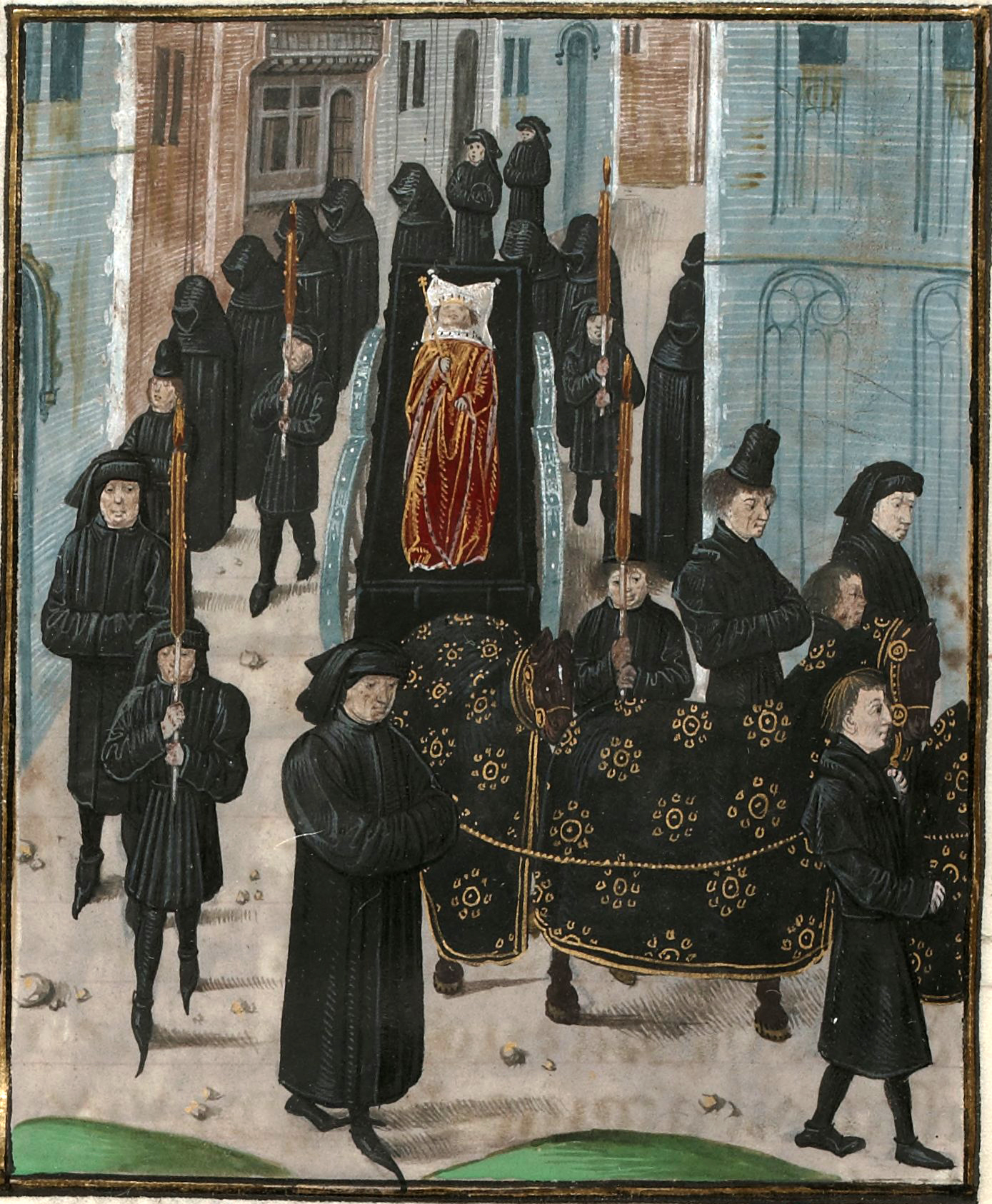
Funérailles de Richard II.

La destinée exacte de Richard après sa destitution n’est pas très claire. Il reste dans la tour de Londres avant d’être emmené au château de Pontefract en octobre 1399. Bien que le roi Henri lui ait, dans un premier temps, promis la vie, il change rapidement d’avis lorsqu'il découvre en décembre 1399 un complot organisé par les anciens favoris de Richard, mécontents d'avoir été privés de leurs titres, visant à l'assassiner et à restaurer Richard au pouvoir. Les conjurés s'enfuient vers les marches galloises mais sont appréhendés par les autorités locales. Ils sont tous exécutés en janvier 1400.
Bien qu’il l’ait anticipé, ce complot montre les risques qu’encourt Henri s’il laisse Richard en vie. Richard meurt en captivité aux alentours du 14 février 1400, bien que de sérieux doutes planent quant à la date exacte et la cause réelle de sa mort. Le corps est emmené dans la cathédrale Saint-Paul le 17 février, avant d’être enterré dans l’église de Kings Langley le 6 mars. Des rumeurs selon lesquelles Richard serait toujours en vie persistent un temps, mais ne gagnent jamais vraiment de crédit en Angleterre. En Écosse, un homme identifié comme Richard est logé dans le château de Stirling par le duc d’Albany Robert Stuart et se dit être un personnage important, responsable de plusieurs intrigues lollards et contre la dynastie des Lancastre en Angleterre. Il est décrit comme un mendiant au moment de sa mort en 1419. Il est toutefois enterré comme un roi dans le monastère dominicain de Stirling.

### Révolte des Gallois
Début 1400, au pays de Galles, de nombreuses personnes comme Owain Glyndŵr se voient demander pour la première fois vers qui va leur loyauté. Les Gallois étaient traditionnellement des soutiens du roi Richard, qui avait succédé à son père, le Prince Noir, comme prince de Galles en 1376. Avec la déposition de Richard, les possibilités d'avancement qui leur avaient été offertes se voient soudainement considérablement réduites, ce qui amène de nombreux Gallois à s'interroger sur leur futur. L'agitation éclate en janvier 1400 le long de la frontière. La révolte part d'une simple querelle entre Owain Glyndŵr et son voisin anglais. Owain Glyndŵr entre en conflit avec Reginald Grey, 3e baron Grey de Ruthyn. Ce dernier use de son influence et de son amitié auprès du roi pour obtenir gain de cause. Grey parvient également à dissimuler la convocation royale enjoignant Glyndŵr à rejoindre la campagne du roi contre l’Écosse en août 1400. En ne répondant pas à l'ordre royal, il se rend donc coupable de trahison. Il s'ensuit que le roi Henri IV déclare Glyndŵr traître et ordonne la confiscation de ses terres. Cela ne laisse d'autre choix à Glyndŵr qu'à s'enfuir et à entrer en rébellion ouverte.
En septembre 1400, Owain Glyndŵr, autoproclamé prince de Galles, mène une révolte contre Henri IV dans le Pays de Galles et les marches galloises. Glyndŵr mène une guérilla efficace contre les troupes d'Henri. Il enregistre sa première victoire significative à bataille de Mynydd Hyddgen en juin 1401. Bien que le roi accorde son pardon à la majorité des rebelles, les Gallois s'emparent du château de Conwy. Edmond Mortimer, proche parent de Richard II (son neveu Edmond était l'héritier de Richard en 1399), est capturé par Glyndŵr à la bataille de Bryn Glas en 1402. Henri refuse de payer sa rançon et Mortimer s'allie avec Glyndŵr. À partir de 1403, la révolte devient véritablement nationale et touche tout le pays de Galles. Glyndŵr passe à l'offensive à l'ouest et au sud. Il devient souverain effectif du pays de Galles en 1404, date de son couronnement à Harlech. Il reçoit le soutien des Français et des Bretons ainsi que des nobles anglais en révolte contre Henri IV. La résistance anglaise se réduit désormais à quelques châteaux, villes fortifiées et manoirs isolés.
Néanmoins, la révolte s'essouffle à partir de 1405 à la suite des victoires anglaises à Grosmont et à Pwll Melyn. Les Français retirent l'essentiel de leurs troupes en 1406. Aberystwyth et Harlech sont respectivement reprises en 1408 et 1409. La famille de Glyndŵr est capturée à Harlech et emprisonnée à la tour de Londres. Glyndŵr est chassé de ses places fortes et perd ses plus brillants tacticiens lors d'un raid suicidaire en 1410. Glyndŵr est mentionné pour la dernière fois dans la région de Snowdonia en 1412. Il meurt aux alentours de 1416. L'autorité du roi d'Angleterre sur le pays de Galles à ce moment-là est alors fermement rétablie.

### Bataille de Shrewsbury

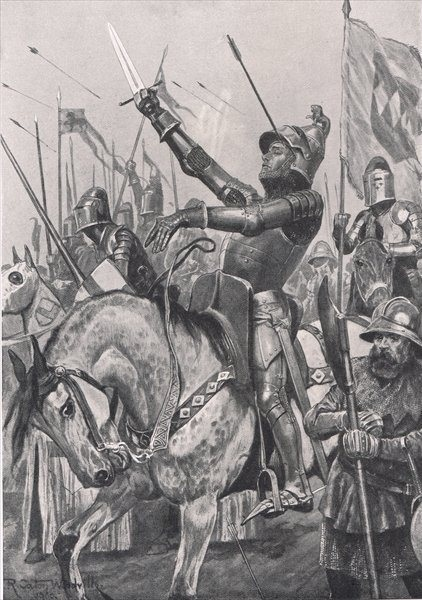
Mort d'Hotspur à la bataille de Shrewsbury par Richard Caton Woodville, 1910.

Initialement partisans d'Henri lors de son usurpation du trône en 1399, Northumberland et son fils Hotspur se montrent progressivement déçus du nouveau roi. Hotspur reproche au roi plusieurs choses dont sa mauvaise reconnaissance financière envers lui pour défendre la frontière écossaise ; son refus de le laisser rançonner les prisonniers écossais capturés à Homildon Hill ; son échec à mettre fin par les négociations au soulèvement de Glyndŵr ; l'influence grandissante du prince de Galles Henri de Monmouth qui lui fait perdre de son importance ; et le refus du roi de rançonner son beau-frère Edmond Mortimer, capturé en juin 1402 par Glyndŵr.
Hotspur et son oncle, Thomas Percy (1er comte de Worcester), entrent en rébellion en juillet 1403 et se dirigent vers le sud avec leurs armées. Cependant, Northumberland met du temps à mobiliser ses troupes pour qu'elles puissent faire jonction avec celles de son fils. Henri IV et Henri de Monmouth prennent la direction du nord à la rencontre de Hotspur. Le 21 juillet, le roi et son fils arrivent à Shrewsbury juste avant Hotspur, ce qui oblige l'armée rebelle à camper hors de la ville. Le roi force son adversaire à s'engager dans une bataille avant que Northumberland ait lui aussi eu le temps de gagner Shrewsbury et que toutes les forces rebelles soient assemblées. La bataille dure un jour entier. Monmouth est sévèrement blessé par un tir de flèche mais continue néanmoins à se battre aux côtés de ses hommes. Lorsqu'ils prennent connaissance de la mort de Hotspur, l'ardeur des rebelles s'effondre et leur armée est vaincue. Plus de 20 000 hommes sont morts ou blessés au cours du combat. Worcester est capturé et exécuté peu après.

### Élimination desPercy

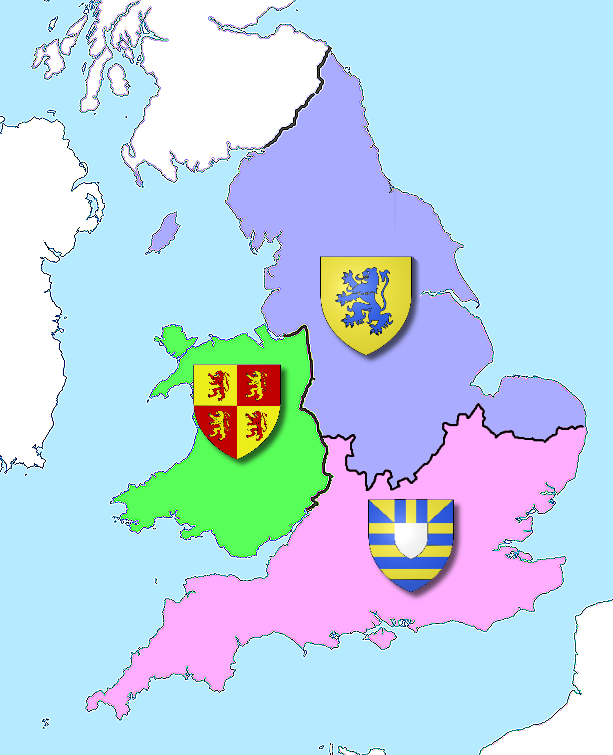
En rose, le territoire attribué à Mortimer, en vert à Glyndŵr et en bleu à Northumberland.

En février 1405, Northumberland, Mortimer et Glyndŵr scellent une alliance : l'Endenture tripartite, dans laquelle ils prévoient le partage du royaume au détriment d'Henri IV. À Glyndŵr revient le pays de Galles ainsi que les marches galloises ; Northumberland reçoit le Northamptonshire, le Norfolk, le Warwickshire et le Leicestershire, tandis que la famille des Mortimer conserve le reste de l'Angleterre. Le 27 mai 1405, l'archevêque d'York Richard le Scrope conduit une révolte contre le roi Henri IV aux côtés du comte de Norfolk, du comte de Northumberland et de Lord Bardolf. La rébellion est vouée à l'échec dès le départ car Northumberland échoue à capturer Ralph Neville, un solide partisan du roi. Northumberland et Bardolf s'enfuient précipitamment en Écosse. Scrope et Norfolk sont conviés le 29 mai à déposer les armes par Neville, qui leur annonce que leurs demandes seront accordées. Une fois leur armée dispersée, ils sont capturés. Norfolk et Scrope sont emmenés au château de Pontefract en attendant le roi, qui arrive le 3 juin.
Le Lord Chief Justice William Gascoigne refuse de les condamner à mort sans procès. Thomas Beaufort est chargé par le roi de les condamner à mort et ils sont exécutés le 8 juin pour trahison. Le pape Innocent VII excommunia tous ceux qui étaient impliqués dans l'exécution de Scrope. Henri IV fut cependant pardonné par Grégoire XII en 1407. En février 1408, Northumberland et Bardolf envahissent l'Angleterre depuis l'Écosse. À la bataille de Bramham Moor, ils furent tués au cours des combats. Peu de leurs soldats purent s'échapper et retournèrent en Écosse. Le pouvoir des Percy fut fortement affaibli et le nord de l'Angleterre devint le domaine de leurs rivaux politiques, la famille des Neville, dont le chef Ralph Neville était devenu comte de Westmorland. Les Percy retrouvèrent leur lustre passé à la mort d'Henri IV en 1413 lorsque Henry Percy, petit-fils du premier comte, reçoit l'autorisation d'Henri V de revenir en Angleterre. Il reprend le titre de comte de Northumberland en 1416.

### Relations avec l'Écosse
Henri mène en juin 1400 une expédition punitive en Écosse à la suite de raids qui se multiplient le long de la frontière depuis l'abdication de Richard II. En juin 1402, la trêve de Leulinghem entre les deux pays est rompue et une armée commandée par Archibald Douglas envahit l'Angleterre avant d'être écrasée à la bataille de Homildon Hill le 14 septembre.
Le 22 mars 1406, le prince héritier d'Écosse Jacques Stuart, qui naviguait vers la France pour plus de sûreté, est capturé par des pirates anglais et livré à Henri. Il restera détenu à la cour de Windsor jusqu'en 1424. Robert III d'Écosse, dit-on, serait mort de chagrin à cette nouvelle. L'oncle du jeune Jacques, Robert, duc d'Albany, devient donc régent d'Écosse, mais ne se presse pas pour payer la rançon du jeune roi, conservant ainsi son pouvoir sur le royaume. Pendant cette captivité, Jacques Ier reçoit une excellente éducation et se familiarise avec l'administration et le gouvernement anglais.

### Relations avec laFrance

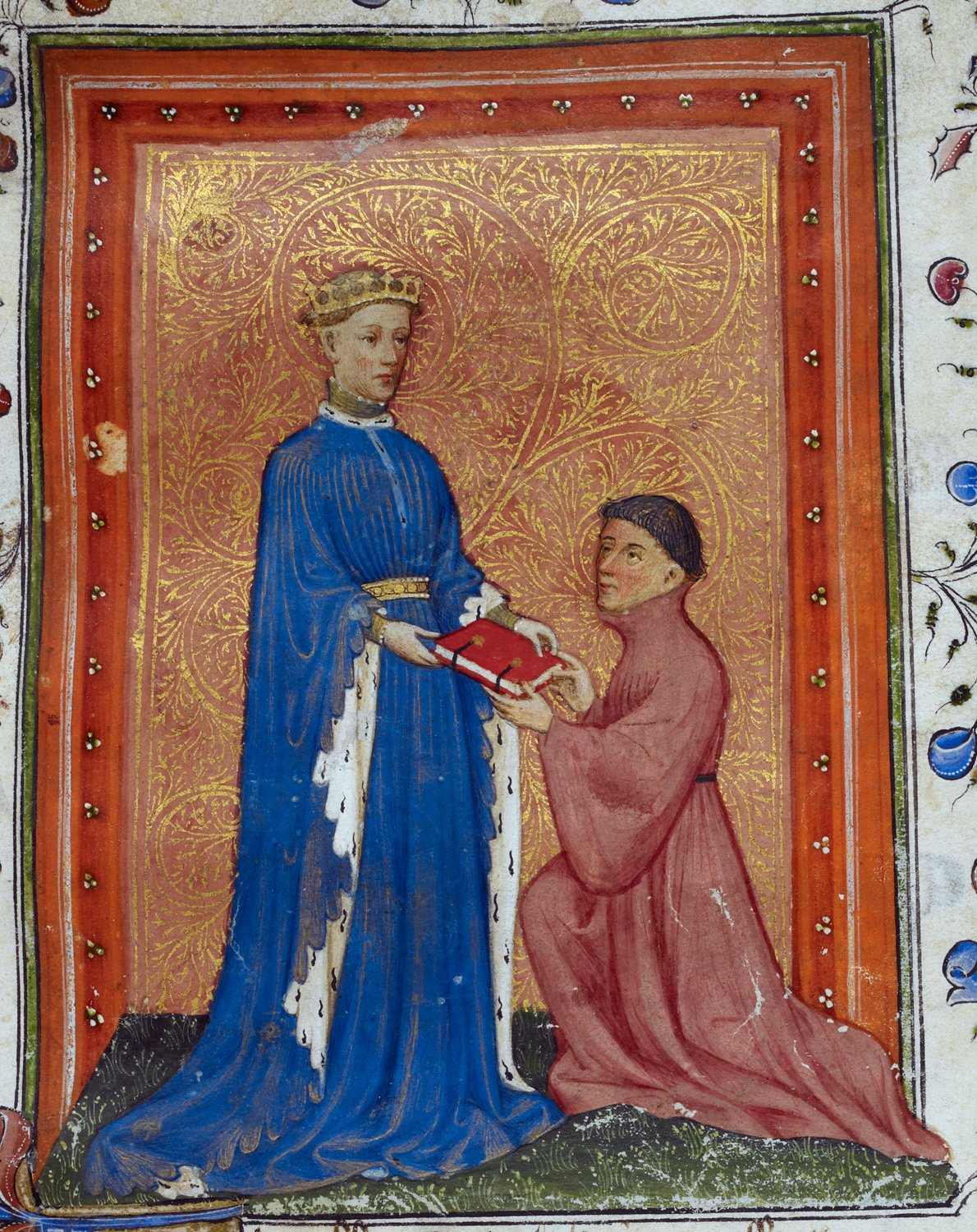
Le prince de Galles Henri, représenté debout, étend son autorité sur le Conseil royal à partir de 1410. (Miniature, vers 1411, British Library, Londres, Arundel 38, 37).

Henri entretient initialement de bonnes relations avec la France, qui l'a accueilli et aidé à mener son invasion victorieuse en 1399. Néanmoins, le problème de l'hommage lige que doit rendre le roi d'Angleterre au roi de France Charles VI en ce qui concerne les terres anglaises en Aquitaine perturbe les relations entre les deux pays. De plus, les Français soutiennent financièrement et militairement le soulèvement d'Owain Glyndŵr au pays de Galles à partir de 1404. L'Aquitaine est même envahie par les Français en 1406. En France, Armagnacs et Bourguignons sont en lutte ouverte à partir de 1407 pour le contrôle de la régence, Charles VI étant incapable de l'assumer à cause de sa folie. Thomas, duc de Clarence, deuxième fils d'Henri, fait alliance avec les Armagnacs lors du traité de Bourges le 18 mai 1412. Il consent à envoyer 1 000 hommes d'armes et 3 000 archers pour les aider contre la possession de l'ancien duché d'Aquitaine reconstitué dans son ancienne extension. Quelques semaines plus tard, ce traité est rendu caduc par la nouvelle trêve entre Armagnacs et Bourguignons.
En août 1412, Thomas de Lancastre débarque à Saint-Vaast-la-Hougue et rencontre Charles d'Orléans à Blois afin d'entériner le traité de Bourges. Il lui fait payer très cher son retour en Angleterre : quelques centaines de milliers de livres et la remise en otage, comme garantie de paiement, de son frère Jean d'Angoulême, le futur grand-père de François Ier. Cela n'empêche pas Thomas de diriger son armée vers Bordeaux en dévastant tout sur son passage. Jusqu'à sa mort, cependant, Henri IV promeut la paix avec la France, bien que son fils aîné Henri souhaite soutenir les Bourguignons. Henri IV avait néanmoins vraisemblablement conscience que la guerre avec la France était nécessaire afin de restaurer la paix en Angleterre et mettre fin aux rébellions des grandes familles nobles. Après son avènement en 1413, Henri V revendique officiellement le trône de France et envahit la France en 1415.

### Relations avec le Parlement et l'Église

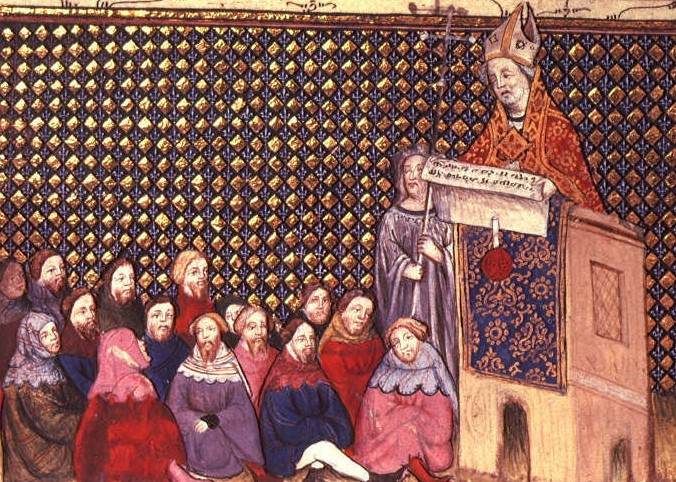
Thomas Arundel, archevêque de Canterbury (ici, en train de prêcher), fut l'un des plus fervents conseillers politiques d'Henri au cours de son règne.

Henri consulta fréquemment le Parlement, mais était quelquefois en conflit avec ses membres, surtout sur les questions religieuses. Sur le conseil d'Arundel, Henri obtient du Parlement la légalisation du De haeretico comburendo en 1401, qui permet de brûler les hérétiques ; cette loi fut adoptée en grande partie afin de lutter contre le mouvement des Lollards. En 1410, le Parlement suggéra de confisquer les territoires de l'Église. Henri s'y opposa car l'Église l'avait aidé lors de son accession au pouvoir. De 1401 à 1406, le Parlement accusa à plusieurs reprises le roi de mauvaise gestion fiscale et acquit des pouvoirs importants concernant les dépenses et nominations royales.

## Maladie et mort

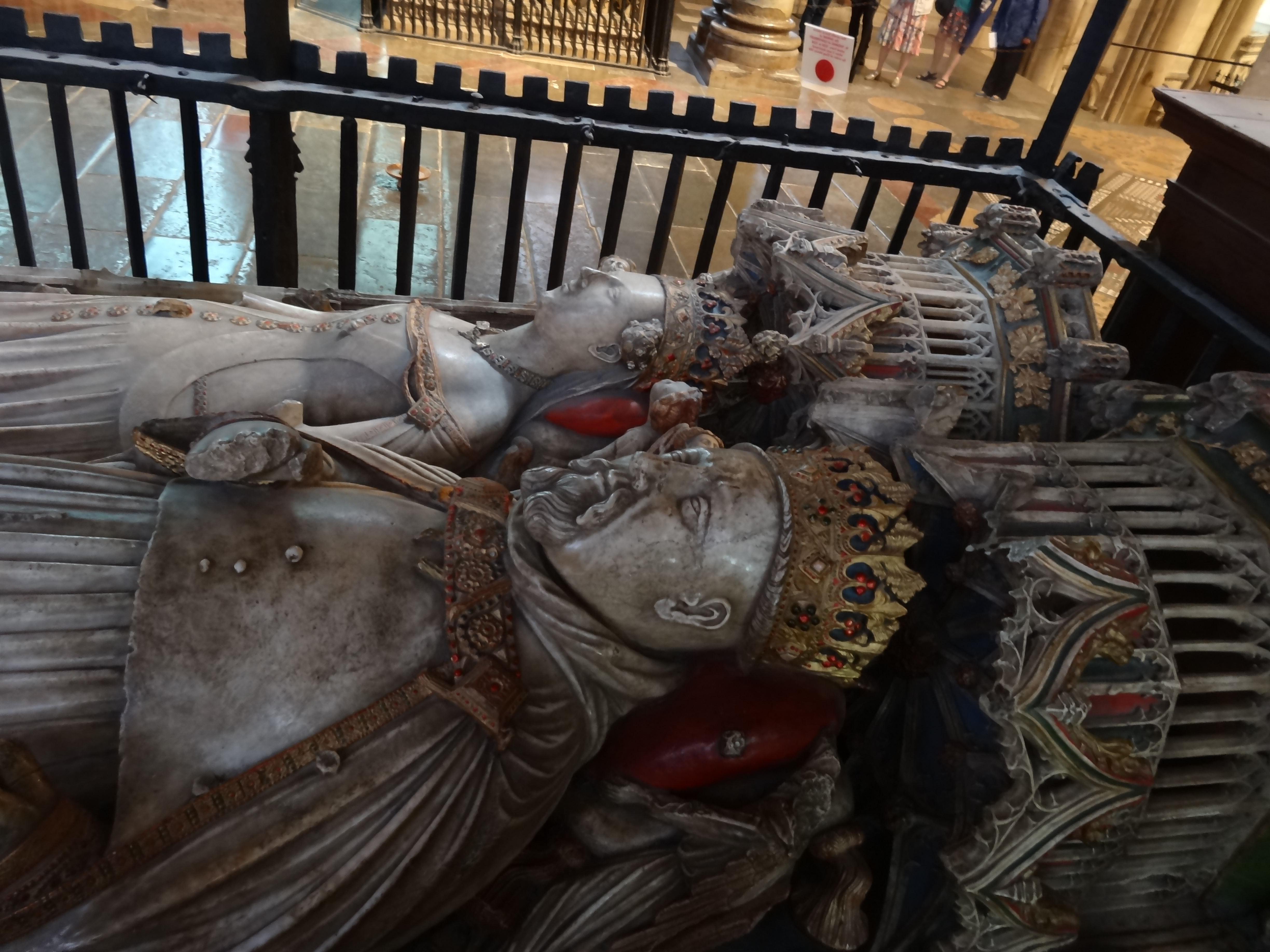
Tombe de d'Angleterre (cathédrale de Canterbury).

Le pouvoir échappe peu à peu à Henri, malade. À partir de janvier 1410, aidé par ses oncles Henri et Thomas Beaufort — fils légitimés de Jean de Gand — Henri, prince de Galles dirige de fait le pays. Thomas Arundel est écarté rapidement du conseil par les partisans du prince de Galles. Les opinions en politique étrangère et locale du prince de Galles diffèrent de celles du roi, qui le renvoie du conseil le 30 novembre 1411. Le prince était en effet partisan d'une alliance anglo-bourguignonne dans le cadre de la guerre civile en France. La querelle entre le père et le fils est uniquement d'ordre politique, bien qu'il soit probable que les Beaufort aient argumenté pour l'abdication d'Henri IV, tandis que leurs adversaires se sont certainement efforcés de diffamer le prince. Pendant quelques mois, Thomas de Lancastre est maître de l'Angleterre. Le 23 septembre 1412, le roi et son fils aîné parviennent à se réconcilier, et le prince Henri réintègre le conseil royal.
Ses contemporains ont suggéré que le roi était atteint de la lèpre. Il souffre de plusieurs attaques : en juin 1405, en avril 1406, en juin 1408, durant l'hiver 1408-1409, en décembre 1412 et la dernière qui lui est fatale en mars 1413. Le roi semble avoir été également atteint de paranoïa, jugeant sa maladie comme une punition divine pour avoir fait exécuter l'archevêque d'York en 1405. Le roi Henri mourut le 20 mars 1413 (peut-être de la lèpre). Une prophétie avait affirmé quelques années plus tôt que le roi mourrait à Jérusalem. La cour, tout comme le roi, pensait qu'il mourrait en croisade. En fait, Henri rendit son dernier soupir dans la chambre de Jérusalem, située à l'intérieur de l'abbaye de Westminster à Londres. Il est enterré à la cathédrale de Canterbury (Cantorbéry en français).

## Titres et armoiries

### Titres
- Henri Bolingbroke, comte de Derby – par courtoisie jusqu'à la mort de son père en 1399
- Henri Bolingbroke, comte de Derby et Northampton – restauré en 1384 au comté de son beau-père Humphrey de Bohun
- Henri Bolingbroke, duc de Hereford – après l'exécution des principaux Lords Appellant en 1397
- Henri Bolingbroke, duc de Lancastre – à partir de la mort de son père
- Henri IV, roi d'Angleterre et de France, seigneur d'Irlande — à partir de la déposition de son cousin le roi Richard II

### Armoiries

Blason en tant que duc de Hereford.
Blason en tant que duc de Hereford et de Lancastre.
Blason en tant que roi d'Angleterre et de France (titulaire) jusqu'en 1406.
Blason en tant que roi d'Angleterre et de France (titulaire) à partir de 1406.

## Mariages et descendance
Henri de Bolingbroke épouse en premières noces Marie, la fille de Humphrey de Bohun, au château d'Arundel, le 27 juillet 1380. Ils ont sept enfants :
- Henri V (1386-1422), prince de Galles et futur roi d'Angleterre ;
- Thomas de Lancastre (1387-1421), comte d'Albemarle et duc de Clarence ;
- Jean de Lancastre (1389-1435), duc de Bedford ;
- Humphrey de Lancastre (1390-1447), duc de Gloucester ;
- Blanche (1392-1409), qui épouse en 1402 l'électeur palatin Louis III ;
- Philippa (1394-1430), qui épouse en 1406 le roi de Danemark, Norvège et Suède Éric de Poméranie.

Marie de Bohun meurt en couches le 4 juin 1394.
Henri se remarie en 1403 en la cathédrale de Westminster avec Jeanne, la fille du roi Charles II de Navarre. Selon l'Encyclopedia Britannica, la relation entre Jeanne et Henri commença alors qu'il résidait à la cour de Bretagne pendant son exil d'Angleterre. Demandée en mariage par le roi d'Angleterre, Jeanne obtient une dispense du pape d'Avignon Benoît XIII pour « consanguinité au troisième degré » le 23 juin 1402 et quitte définitivement la Bretagne le 13 janvier 1403, elle devient la deuxième femme d'Henri IV le 7 février avant d'être couronnée reine à Londres le 26 du même mois. Le couple n'eut pas d'enfant, mais Jeanne eut une bonne relation avec les enfants d'Henri issus de son premier mariage, et prenait souvent parti pour le prince de Galles dans les querelles qui l'opposaient à son père.